# Hexenhaus (Band)
Hexenhaus war eine schwedische Thrash-Metal-Band.

## Bandgeschichte
Hexenhaus wurde 1987 von Mike Wead (ex-Candlemass) in Stockholm gegründet. Die erste Besetzung rekrutierte Wead aus den Mitgliedern der gerade aufgelösten Band Maninnya Blade. Nachdem 1988 das Debütalbum A Tribute to Insanity bei Black Mark Production veröffentlicht wurde, tauschte Wead 1989 die vollständige Besetzung aus und übernahm das alleinige Songwriting. Das 1991er Album The Edge of Eternity bot mehr progressive Einflüsse und stieß sowohl bei Fans als auch bei Kritikern auf ein geteiltes Echo. Das 1991 veröffentlichte Album Awakening wird hingegen als Klassiker des schwedischen Thrash Metal bezeichnet.
1992 beschloss Bandkopf Mike Wead, gemeinsam mit Messiah Marcolin (ex-Candlemass) Memento Mori zu gründen, woraufhin Hexenhaus zum Erliegen kam. Einige der Musiker wechselten zu Memento Mori, andere gründeten die Prog-Metal-Band Fifth Reason. Zwar veröffentlichte Hexenhaus 1997 das Comeback-Album Dejavoodoo, konnte aber nicht an die früheren Erfolge anknüpfen und löste sich wenig später endgültig auf.

## Diskografie
- 1988: A Tribute to Insanity (Black Mark Production)
- 1990: The Edge of Eternity (Black Mark Production)
- 1991: Awakening (Black Mark Production)
- 1997: Dejavoodoo (Black Mark Production)